# 손동운
손동운(孫東雲, 1991년 6월 6일 ~ )은 대한민국의 보이 그룹 하이라이트의 서브보컬을 맡고 있다.

## 학력
- 서울고명초등학교 (졸업)
- 배재중학교 (졸업)
- 한영고등학교 (졸업)
- 건국대학교 예술학부 영화 전공 (편입)
- 동국대학교 연극학부 연극 전공 (학사)

## 음반
- 2010년 12월 17일 디지털 싱글 〈우동〉 (With. 강민경)
- 2012년 4월 24일 슈퍼마켓 - another Half 〈In The Cloud〉
- 2015년 7월 3일 일본음반 キミしか 발매
- 2017년 1월 31일 피고인 OST 〈Dreaming Now〉
- 2017년 2월 2일 디지털 싱글 〈Universe〉
- 2018년 7월 18일 디지털 싱글 〈Prelude : 목소리〉
- 2019년 4월 22일 미니앨범 [Act1 : The Orchestra]

## 가수 외 활동

### 방송
- 2014년 Mnet 《슈퍼 아이돌 차트쇼》
- 2015년 MBC 《미스터리 음악쇼 복면가왕》 - 나는야 바다의 왕자
- 2017년 JTBC 《꿈스타그램》
- 2017년 네이버캐스트 《꽃미남 브로맨스》
- 2017년 O tvN 《주말엔 숲으로》
- 2018년 채널 A 《우주를 줄게》
- 2018년 tvN 《아모르파티》
- 2022년 KBS2 《이별도 리콜이 되나요?》
- 2022, 2023년 SBS 《꼬리에 꼬리를 무는 그날 이야기》
- 2024년 유튜브 《라면꼰대 시즌5》
- 2025년 유튜브 《집대성》

### 드라마
- 2022년 SBS 《오늘의 웹툰》 - 오윤 역

### 뮤지컬
- 2012년 ~ 2013년 《캐치 미 이프 유 캔》 - 프랭크 역
- 2015년 《위대한 캣츠비 RE:BOOT》 - 캣츠비 역
- 2017년 《모래시계》 - 재희 역